# Битва при Каннах

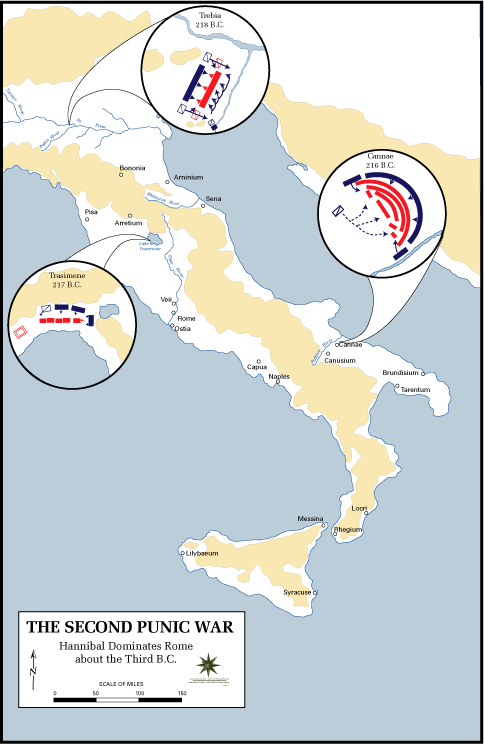
Битви при Требії, Тразименському озері і Каннах

Битва при Каннах — найбільша битва Другої Пунічної війни, що сталася 2 серпня 216 до н. е. біля міста Канни в Апулії на південному сході Італії.
Карфагенська армія Ганнібала завдала нищівної поразки набагато чисельнішій римській армії під командуванням консулів Луція Емілія Павла і Гая Теренція Варрона. Після битви при Каннах Капуя і деякі інші італійські міста-держави відкололися від Римської республіки. Хоча битва не змогла принести перемогу в війні Карфагену, вона є одним з класичних прикладів тактичної майстерності в військовій історії.
Відновивши чисельність армії після попередніх втрат при Требії (218 до н. е.) і при Тразименському озері (217 до н. е.), римляни вирішили протистояти Ганнібалу в Каннах, приблизно з 87 000 римських і союзних військ. На флангах, правий із яких спирався на річку Ауфід, римляни помістили свою кінноту і зосередили важку піхоту в глибшому, ніж зазвичай, шикуванні, в центрі свого бойового порядку. Можливо, римляни сподівалися зламати карфагенський стрій на початку битви, як сталося в битві при Требії. Щоб протистояти цьому, Ганнібал використовував тактику подвійного охоплення. Він поставив свою найменш надійну піхоту в центрі, а на флангах поставив свою сильну нумідійську і галльську кінноту. Перед початком битви його бойове шикування нагадувало вигнутий вперед серп. Після початку битви центр війська Ганнібала прогнувся під ударом чисельно переважаючих військ римлян. Тоді як центральна частина військ Ганнібала відступала, римляни несвідомо втягнули себе у великий мішок — після чого африканські ветерани-піхотинці, що їх Ганнібал поставив на флангах, і кіннота, що на початку бою розбила і прогнала з поля римську кінноту, оточили головні сили римської піхоти. Оточена римська армія піддалася нападу зі всіх сторін і залишилась без засобів порятунку, та згодом була розгромлена по частинах. Приблизно 60 000-70 000 римлян було убито або захоплено в Каннах (включаючи консула Луція Емілія Павла і вісімдесят римських сенаторів). Вважається, що по числу життів, втрачених в один день, Канни потрапляють в число тридцяти найкривавіших битв у всій людській історії. Окрім того, у військовій історії битва при Каннах вважається зразком тактичної майстерності, завдяки якій вдалося перемогти ворога меншими силами.

## Передісторія
Весною 217 р. до н. е. армія Карфагена з боями увійшла до Середньої Італії і, влаштувавши майстерну засідку у вузькому дефіле між берегами Тразименського озера і горами, розгромила 40-тисячну армію Риму. Однією з серйозних причин поразки римлян була відсутність розвідки і охорони. Проте полководець Карфагена не зважився напасти на Рим, добре захищений фортифікаційними спорудами. Минувши Рим, він всі свої надії покладав на його ізоляцію, на створення антиримської коаліції з міст Південної Італії і, разом з тим, на можливість вийти тут до моря, що дозволило б встановити зв'язок з Карфагеном. На півдні Італії війська Карфагену зайняли маленьку фортецю Канни. Тут, при Каннах, на річці Ауфід, і відбулася знаменита битва.

## Сили супротивників
Сили супротивників були неоднакові: у римських військах налічувалося 86 тис. чоловік, з них 80 тис. піхоти (8 легіонів, римських, по 5 тис. чоловік, і стільки ж союзних) і 6 тис. кінноти. Безпосередньо у битві брало (виключаючи 10-тисячний гарнізон, що знаходився в таборі, і 7 тис. чоловік, що несли обозну службу) участь 55 тис. важкоозброєних, 8 або 9 тис. легкоозброєних воїнів і 6 тис. вершників.
Карфагеняни мали 40 тис. піхоти (з них 8 тис. легкоозброєних) і 10 тис. кінноти.
Загальні сили римлян значно перевершували сили карфагенян, але чисельність кінноти останніх була майже в два рази більше, ніж у їх супротивника. Місцевість — відкрита рівнина — сприяла бойовим діям сильної кінноти карфагенян.

## Битва

### Положення сторін
В день битви (2 серпня) римською армією командував консул Варрон. Він вирішив розгромити карфагенян потужним ударом тісно зімкнутих сил, для чого наказав при побудові бойового порядку звузити його фронт і збільшити глибину. У всіх легіонах інтервали між маніпулами були скорочені, і утворилася як би масивна фаланга завглибшки 48 шеренг. В центрі бойового порядку римлян розташовувалася піхота (справа — римські легіонери, зліва — союзні), на флангах — кіннота: на правому, що примикав до лівого берега р. Ауфід, — 2400 вершників, на лівому фланзі, не захищеному ніякими природними перешкодами, — решта всієї кінноти; 8—9 тис. чоловік легкої піхоти було поставлено попереду фронту.

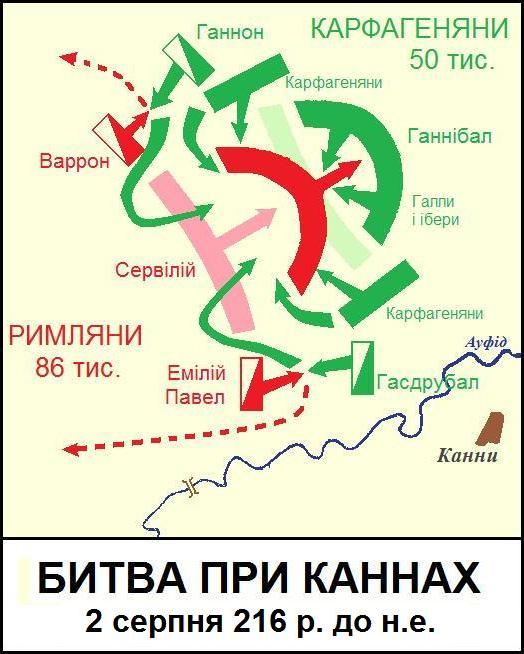

Ганнібал побудував свої війська в бойовий порядок вельми оригінально. У центрі він поставив в одну лінію 20 тис. іберійців і галлів в декілька шеренг в глибину, а на лівому і правому крилах розташував у глибший лад африканську піхоту (дві колони по 6 тис. чоловік) і кінноту; при цьому, незважаючи на меншу чисельність піхоти, Ганнібал побудував її більш розтягнутим фронтом, ніж була вишикувана римська піхота. 8 тис. важкої кінноти розташувалися на лівому крилі у р. Ауфід, 2 тис. нумідійської легкої кінноти — на правому крилі. Легка піхота залишалася попереду розташування армії; після зав'язки битви вона повинна була відступити і вишикуватися за лінією важкої піхоти.
По цій побудові військ можна судити про задум полководця Карфагена. Зосереджуючи кращу піхоту і всю свою кінноту на флангах, Ганнібал вирішив сильними фланговими ударами розбити римські війська.

### Хід битви

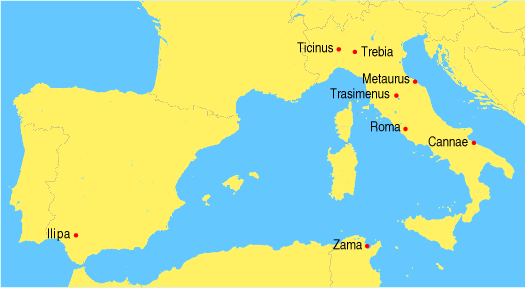
Місця найважливіших битв Другої Пунічної війни

У центральній частині поля бою битву зав'язали, як завжди, легкоозброєні піхотинці. Одночасно з цим важка кіннота лівого крила Ганнібала завдала удару по 2-тисячній римській кінноті і вельми швидко розбила її і обернула у втечу. Після цього бою важка кіннота обійшла римську піхоту і опинилася в тилу римської кінноти лівого крила, яка була скута з фронту нумідійською кіннотою Ганнібала. Ліве крило римлян так само було розбите. Під час кінної битви на флангах римська піхота атакувала піхоту Карфагена і, маючи перевагу в силі, почала тіснити її. Якщо на початку битви центр бойового порядку Карфагена знаходився попереду, утворюючи як би опуклу частину півмісяця, то тепер він подався далеко назад. Положення піхоти Карфагена погіршувалося, але фронт ще не був прорваний, оскільки, вигнувши його дугою у бік супротивника, Ганнібал забезпечив йому запас часу. Бойовий порядок карфагенян як і раніше мав форму півмісяця, але поверненого до супротивника вже не опуклою частиною, а рогами. Продавивши центр карфагенян, колона римлян опинилася між африканськими військами Ганнібала, що кинулися на римлян справа та зліва. Це зупинило просування вперед римлян і центр карфагенян вистояв. Римська армія, що залишилася без кінноти на флангах, маючи успіх в центрі, входила в «мішок».
До того часу кіннота римлян була повністю розбита і кіннота Газдрубала приступила до дій проти римських легіонів. Газдрубал, пославши нумідійців переслідувати розбиту римську кінноту, побудував важку кінноту в бойовий порядок і обрушився в тил римській піхоті. Під тиском багатотисячної кінноти задні шеренги римських воїнів відступали на наступні ряди. Тісно побудована і затиснута з флангів та центру, римська армія втратила бойовий порядок і можливість битися. Почалося винищування римської армії, що продовжувалося до 12 годин.

## Підсумки

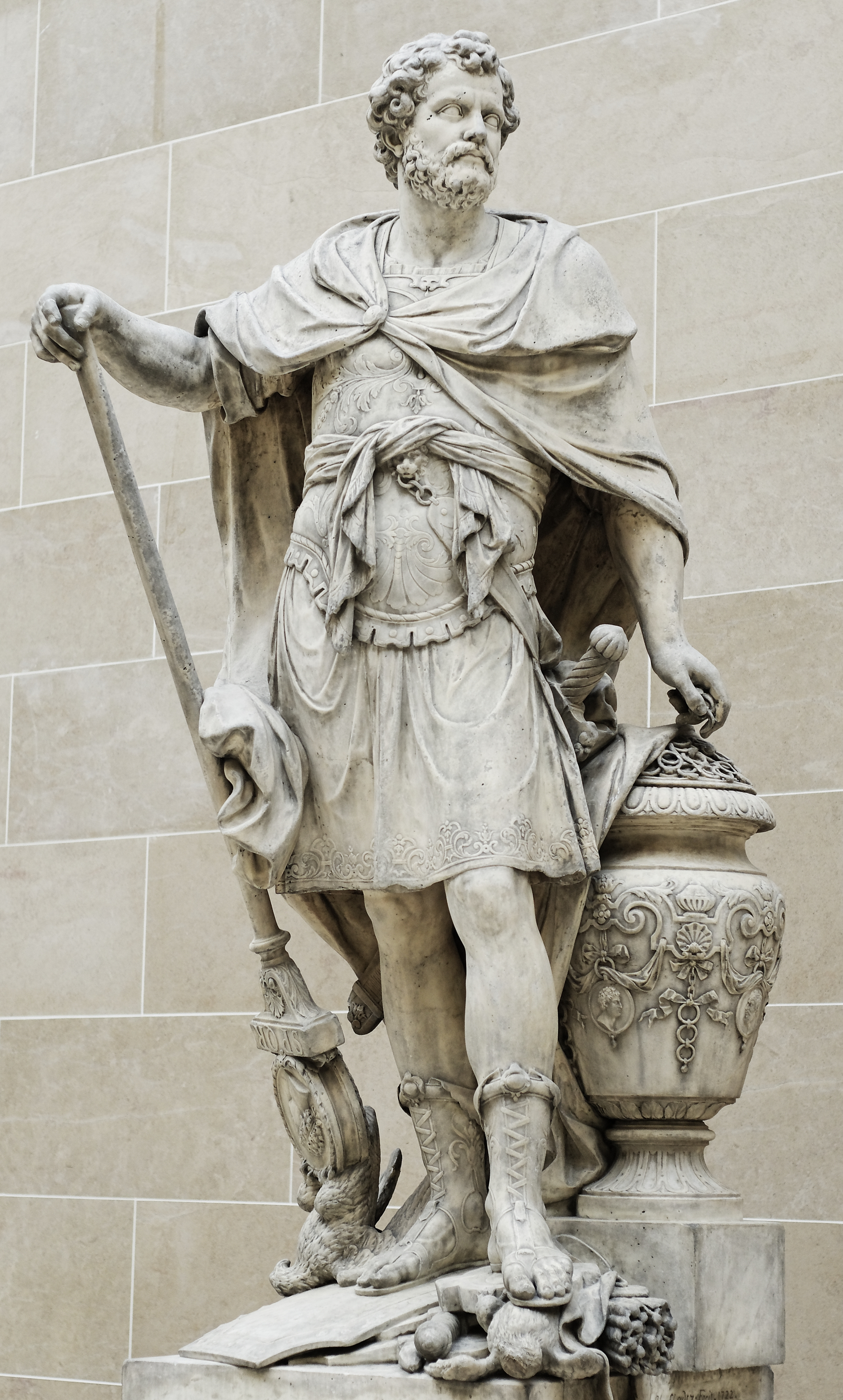
Ганнібал підраховує обручки, зняті з убитих в битві при Каннах римських аристократів, скульптура роботи Себастіана Слодтца, 1704, Лувр

Кровопролитна битва завершилася повним розгромом величезної римської армії. За Тітом Лівієм і Плутархом римляни втратили 50 тисяч чоловік тільки убитими. Від всієї 86-тисячної армії залишилося, не рахуючи полонених (14 тис.), не більше 16 тисяч чоловік, що врятувалися втечею.
Карфагеняни втратили убитими 6 тисяч чоловік. Такі були результати битви при Каннах, що продовжувалася 12 годин.
Битву при Каннах описують: Тіт Лівій, Діон Кассій, Плутарх, Полібій, Аппіан.

## Детальніше
- Carlton, James, The Military Quotation Book, New York City, New York, Thomas Dunne Books, 2002
- Dexter Hoyos, B., Hannibal: Rome's Greatest Enemy, Bristol Phoenix Press, 2005, ISBN 1-904675-46-8 (hbk) ISBN 1-904675-47-6 (pbk)
- Gregory Daly, Cannae: The Experience of Battle in the Second Punic War, Routledge, London/New York, 2002, ISBN 0-415-32743-1
- Delbrück, Hans, Warfare in Antiquity, 1920, ISBN 0-8032-9199-X
- Livy, Titus Livius and De Selincourt, Aubrey, The War with Hannibal: Books XXI—XXX of the History of Rome from its Foundation, Penguin Classics, Reprint edition, July 30 1965, ISBN 0-14-044145-X (pbk)
- Talbert, Richard J.A., ed., Atlas of Classical History, Routledge, London/New York, 1985, ISBN 0-415-03463-9